# ليه سميث (لاعب كرة قدم)
ليه سميث (بالإنجليزية: Les Smith)‏ (24 ديسمبر 1927 في المملكة المتحدة - 8 مارس 2008 في المملكة المتحدة) هو لاعب كرة قدم بريطاني في مركز جناح ‏. لعب مع أستون فيلا ووولفرهامبتون واندررز.

## وصلات خارجية
- ليه سميث على موقع قاعدة بيانات كرة القدم.إي يو (الإنجليزية)